# فقرة متحركة
الفِقرة المتحركة هي فقرة في عقد يسمح بتغيير السعر المتفق عليه استجابةً لعامل محدد خارج عن سيطرة أي من الطرفين. يستخدم هذا النوع من الشرط للحماية من التغيرات المحتملة في قيمة السلع أو الخدمات التي تُقايض، كما هو الحال في حالات التضخم أو تقلبات السوق الأُخَر.